# Marcin Malewski
Marcin Malewski (ur. 1 maja 1982 w Olsztynie) – polski piłkarz ręczny, grający na pozycji rozgrywającego. Obecnie reprezentujący barwy OKPR Warmia Energa Olsztyn.
Wychowanek Warmii Olsztyn, klubu, z którego w 1998 roku powstała drużyna Travelandu. Został królem strzelców grupy A I ligi sezonu 2012/2013 (154 gole).